# Le Clan des suricates : L'aventure commence
Pour l’article homonyme, voir Le Clan des suricates.
Pour plus de détails, voir Fiche technique et Distribution.
Le Clan des suricates : L'aventure commence (Meerkat Manor: The Story Begins) est un film documentaire américano-britannique de Chris Barker et Mike Slee sorti en 2008.

## Fiche technique
- Titre original : Meerkat Manor: The Story Begins
- Titre français : Le Clan des suricates : L'aventure commence
- Réalisation : Chris Barker, Mike Slee
- Scénario : Judy Morris, Michael Olmert
- Direction artistique :
- Photographie : Stewart McKay, Robin Smith, John Waters, Paul Williams
- Montage : Oral Norrie Ottey
- Musique : Laurent Ferlet
- Production : Caroline Hawkins
- Sociétés de production : Oxford Scientific Films, The Weinstein Company
- Pays :  États-Unis /  Royaume-Uni
- Langue originale : anglais
- Format : Couleur (DeLuxe) - 35 mm (Digital Intermediate ) - 1,85:1 - son Dolby Digital
- Genre : Film documentaire
- Durée : 103 min
- Dates de sortie :
  - États-Unis : avril 2008 (festival du film de Tribeca)
  - France : 13 février 2013 (DVD)

## Distribution

### Voix originale
- Whoopi Goldberg : narratrice

### Voix française
- Maïk Darah : narratrice